# إلكسندر مويسكي

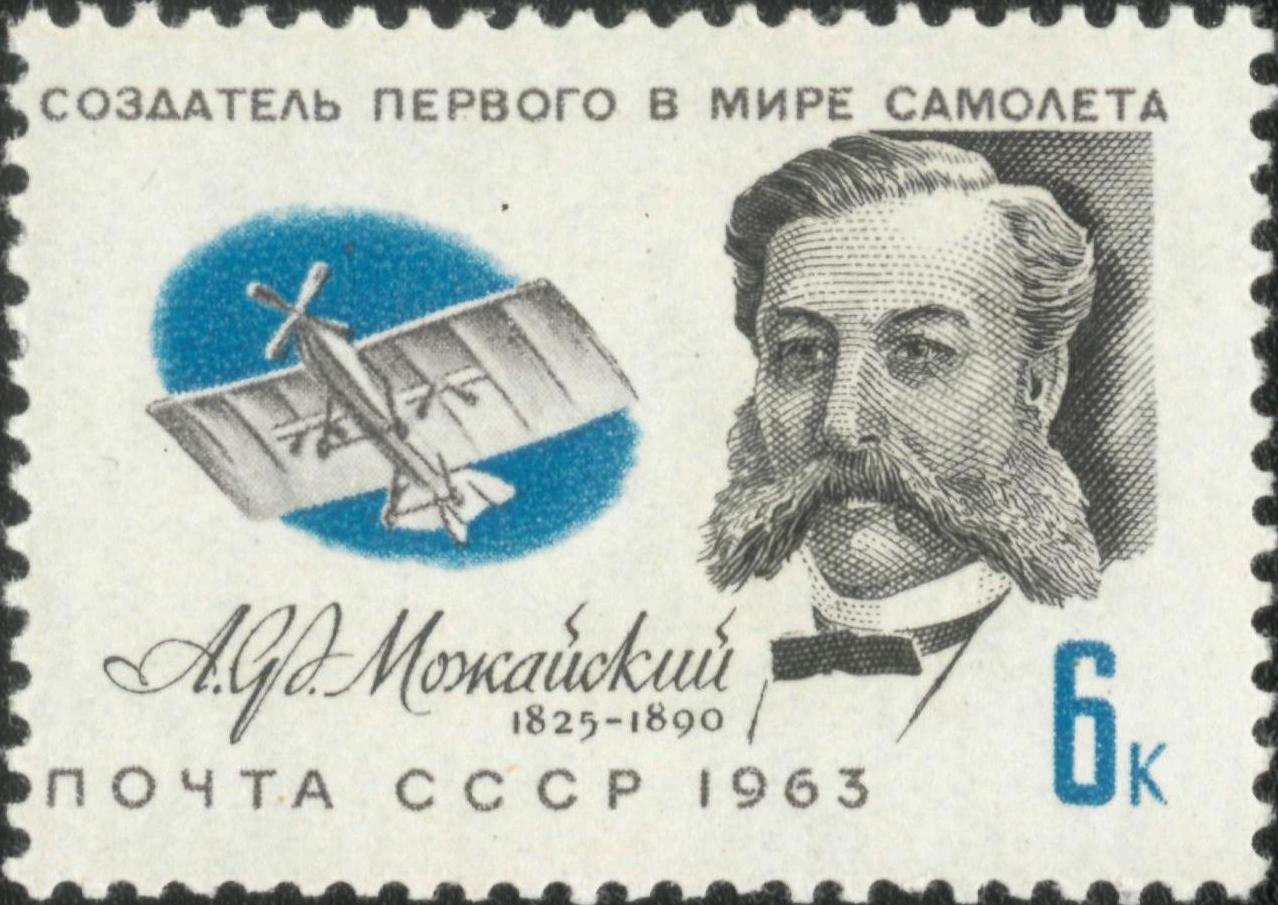
طابعة بريد سوفيتة 1963 عليها إلكسندر مويسكي.

إلكسندر مويسكي(1825-1890) ضابط في القوات البحرية الروسية، ورائد من رواد الطيران وباحث ومصمم مركبات جوية في عام 1884 صنع طائرة دعيت بأسمه طائرة مويسكي بيد أنه أخفق في محاولة الطيران.